# Гомес, Марио
Ма́рио Го́мес Гарси́я (нем. Mario Gómez García; родился 10 июля 1985, Ридлинген, Баден-Вюртемберг, ФРГ) — немецкий футболист, выступавший на позиции нападающего.
Гомес начинал свою карьеру в «Штутгарте», являлся главной звездой «швабов» в чемпионском сезоне 2007 года. В 2009 году перешёл в «Баварию», выиграл с этой командой абсолютно все клубные трофеи, после чего перебрался в «Фиорентину». В 2015 году Гомес ушёл в аренду в турецкий «Бешикташ» и в первом же сезоне выиграл гонку бомбардиров. С 2016 по 2017 год выступал за «Вольфсбург», после чего вернулся в «Штутгарт», где в 2020 году и завершил игровую карьеру.
Является одним из лучших бомбардиров в истории сборной Германии. Обладатель приза Футболист года в Германии (2007). Трёхкратный чемпион Бундеслиги. Лучший бомбардир Евро-2012.

## Ранние годы
Марио Гомес родился в 1985 году в городе Ридлинген, что находится на юго-западе ФРГ, в земле Баден-Вюртемберг. Он немецко-испанского происхождения; родился у его матери немки Кристель Рот и отца испанца Хосе «Пепе» Гомеса Гарсиа (родом из андалуссийской провинции Гранада). У Гомеса есть сестра — профессиональная модель. Семья у Марио была состоятельной, он получил довольно престижное образование, а для улучшения своей игры в футбол брал частные уроки у немецких мастеров.
В четырёхлетнем возрасте он поступил в академию «Унлинген», которая находилась всего в четырёх километрах от родного города.. В 1998 году Гомес продолжает заниматься футболом, но уже в другом месте — в спортивной школе «Бад Заульгау», которая так же находилась рядом с домом, всего в 20 километрах. Лишь в 2000 году, в возрасте 15 лет, Гомес выходит на профессиональный уровень — его приглашают в молодёжку «Ульма». В сильном коллективе Гомесу хватило всего одного года, чтобы на него обратила внимание одна из ведущих футбольных академий страны — «Штутгарт». С 2003 года начал выступать в молодёжке «швабов», забил 21 гол в 42 матчах.

## Клубная карьера
Через некоторое время подписал соглашение с основной командой «швабов» и дебютировал здесь 9 августа 2003 года в матче против «Киккерс» (0:1). 10 октября 2003 он забил свой первый гол в Бундеслиге, поразив ворота «Рот-Вайса» (3:0). По ходу того сезона дебютировал в Лиге чемпионов, выйдя на замену в домашнем поединке Лиги чемпионов против «Челси» (0:0).

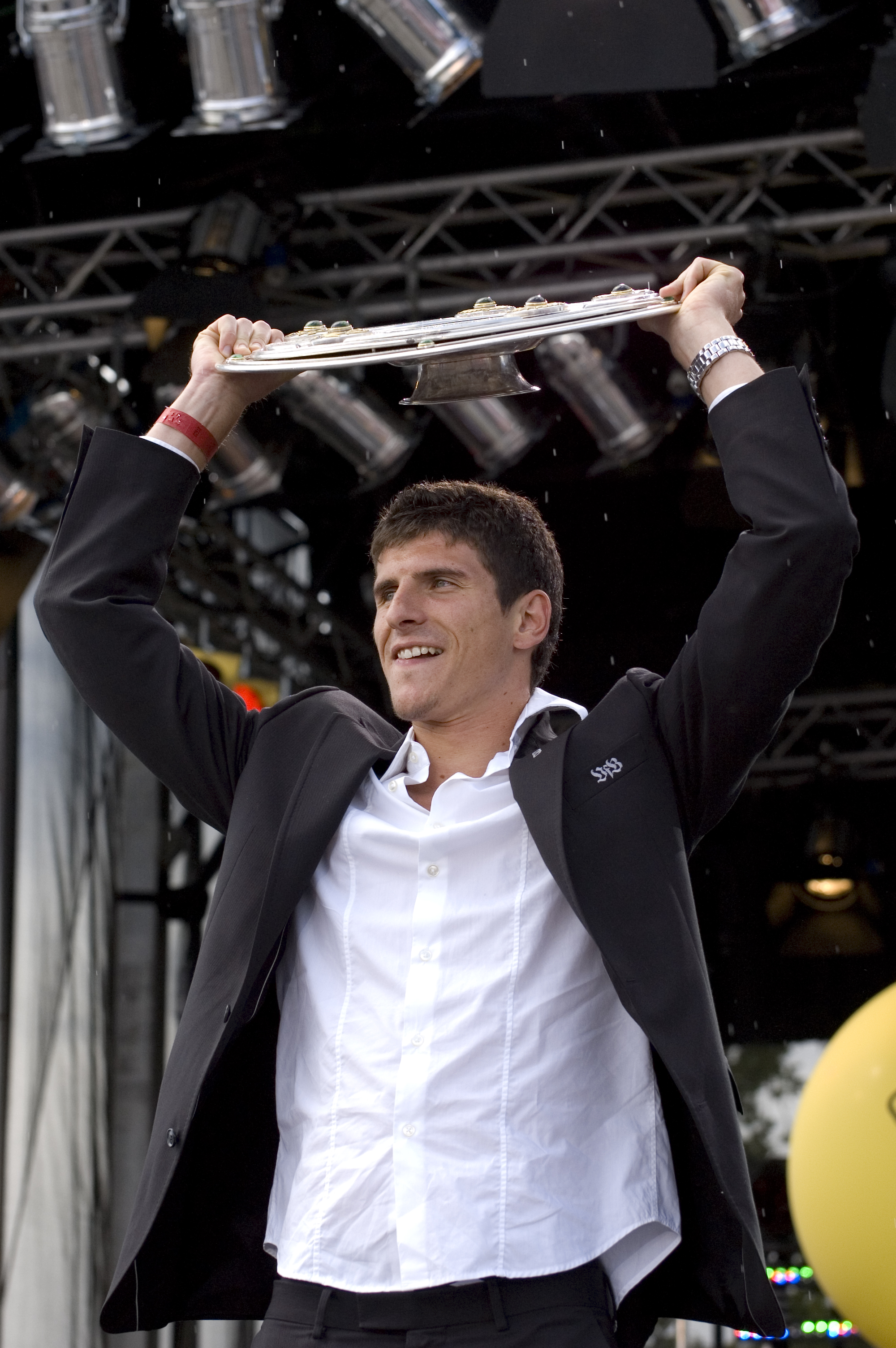
Гомес празднует победу в Бундеслиге с «Штутгартом» в 2007 году

В сезоне 2005/06 юный Гомес регулярно выходил на замены в матчах основной команды «Штутгарта». В 2005 году «швабов» возглавил Джованни Трапаттони, при нём Гомес провёл первый по-настоящему полноценный сезон во взрослом футболе. Являясь преимущественно игроком ротации нападающий сумел забить восемь голов. В чемпионском сезоне 2006/07 он отличался гораздо чаще, забил 14 голов в 25 встречах. Марио стал лучшим бомбардиром команды и был признан лучшим футболистом Германии. Однако настоящий личный прорыв в карьере игрока наступил в сезоне 2008/09, когда он забил 24 гола в 32 матчах и стал одним из лучших бомбардиров Бундеслиги. В том же сезон он забил 8 голов в 10 поединках Лиги чемпионов, а ещё два гола забил в Кубке Германии. К этому времени с «Штутгарте» практически не осталось игроков из чемпионского состава.

### «Бавария»
26 мая 2009 года «Бавария» заплатила за него рекордную для Бундеслиги сумму — по разным источникам от 30 до 35 миллионов евро. Дебютный сезон в Мюнхене получился для Гомеса неоднозначным. Он явно не отрабатывал деньги, выплаченные за его трансфер, отметившись лишь 10 голами в 29 встречах. Однако уже в следующем сезоне Гомес стал лучшим бомбардиром Бундеслиги, поразив ворота соперников 28 раз и выиграв конкуренцию у Мирослава Клозе и Ивицы Олича. Особенно ударной получилась осенняя стадия того сезона, когда Гомес забивал практически в каждом матче. 10 декабря он оформил хет-трик в матче против «Штутгарта». 7 мая 2011 года Гомес забил три гола в ворота «Санкт-Паули», что стало его пятым хет-триком за сезон 2010/11 в Бундеслиге, что является вторым подобным показателем за всю историю немецких чемпионатов; один из этих мячей стал сотым, забитым Марио в рамках высшего дивизиона чемпионата Германии.
В следующем сезоне результативность Гомеса по-прежнему оставалась на высоком уровне. Так, например 10 сентября 2011 года в чемпионате Германии против «Фрайбурга» он отметился покером, а его «Бавария» разгромила соперника со счётом 7:0, 13 марта 2012 года в Лиги чемпионов против швейцарского «Базеля» Гомес вновь отметился покером, 16 апреля 2013 года в Кубке Германии против «Вольфсбурга» футболист появился на поле на 77-й минуте, заменив Марио Манджукича, и поразил ворота соперника трижды. Голы Гомеса помогли команде добраться до финала Лиги чемпионов, где мюнхенцы в серии пенальти уступили «Челси» (сам Марио свой удар реализовал).
Примечательно, что несмотря на эффективную игру Гомеса на протяжении двух сезонов «Бавария» трофеев выиграть не сумела. Следующий сезон принёс «Баварии» полный триумф как на внутренней, так и на международной арене, однако для Гомеса он был смазан из-за серьёзной травмы. В финале Кубка Германии два гола Марио помогли мюнхенцам одолеть его бывший клуб «Штутгарт» и завоевать трофей.

### «Фиорентина»
8 июля 2013 года было объявлено о принципиальной договорённости между «Баварией» и «Фиорентиной» о переходе Гомеса в итальянский клуб. 12 июля итальянский клуб на своём официальном сайте объявил о переходе нападающего. Сумма трансфера составила 20 миллионов евро, причём из них 16 были выплачены сразу же, а оставшиеся 4 миллиона в течение нескольких лет. 15 июля немец был официально представлен в качестве игрока «Фиорентины» перед толпой в 20 000 человек.
26 августа он дебютировал в чемпионате Италии в матче первого дня выиграв 2:1 у «Катании». Свой первый гол в фиолетовой футболке он забил 1 сентября, во 2-м туре чемпионата, оформив дубль в матче против «Дженоа». В следующей игре против «Кальяри» (1:1), которая состоялась 15 сентября, он травмировал правое колено. Результаты медицинского обследования показали частичное повреждение связок поражённого колена, установив, что срок восстановления составляет около семи-восьми недель. Однако возникшее воспаление сухожилия гусиной лапки привело к удлинению времени восстановления, в результате чего он выбыл почти на пять месяцев. Он вернулся на поле ровно через пять месяцев, 15 февраля 2014 года, выйдя на замену в домашнем матче против «Интера», который они проиграли со счётом 2:1. Свой первый гол в Лиге Европы он забил 13 марта 2014 года в матче против «Ювентуса». 23 марта 2014 года в матче против «Наполи» он травмировал левое колено и получил травму медиальной коллатеральной связки I степени. Свой первый сезон в фиолетовой футболке он завершил с 15 выходами и 4 голами.

#### Аренда в «Бешикташ»
30 июля 2015 года Гомес на правах аренды с правом выкупа перешёл в турецкий «Бешикташ». Его зарплата в стамбульском клубе составила 3,5 миллиона евро. В Турции Марио воссоединился со своим товарищем ещё с молодёжных команд «Штутгарта» Андреасом Беком.
16 августа 2015 года заменив Оузхана Озьякупа на 73-й минуте, Гомес дебютировал в Суперлиге в матче 1-го тура против «Мерсин Идманюрду», который закончился со счётом 5:2 в пользу «Бешикташа». 13 сентября 2015 года немец забил оба гола в матче 4-го тура, в котором его клуб победил «Истанбул Башакшехир» на Олимпийском стадионе Ататюрка. 21 сентября 2015 года, в игре 5-го тура против «Генчлербирлиги», Гомес, как сообщается, избежал красной карточки, хотя на 55-й минуте якобы умышленно ударил локтем исландского полузащитника Олафура Скуласона. 27 сентября 2015 года нападающий забил 1-й и 3-й голы «чёрных орлов» в дерби против «Фенербахче», которое закончилось со счётом 3:2 в пользу «Бешикташа» и помогло команде возглавить турнирную таблицу чемпионата. 4 октября 2015 года Марио забил дважды и обеспечил победу «Бешикташа» в матче 7-й недели против «Эскишехирспора», который закончился со счётом 2:1. К концу 7-й недели чемпионата, забив 6 голов, немец достиг 50 % точности ударов, отправив 6 точных ударов из 12. 22 октября 2015 года забил гол в матче 3-го тура группы H против московского «Локомотива», который закончился со счётом 1:1. 26 октября 2015 года забил 3-й гол в ворота «Антальяспора», матч 9-го тура закончился со счётом 5:1 в пользу «Бешикташа». 22 ноября 2015 года на 12-й неделе чемпионата против «Сивасспора» Гомес забил первый гол в игре на 44-й минуте с пенальти, где «Бешикташ» победил соперника со счётом 2:0. 5 декабря 2016 года Гомес открыл счёт на 12-й минуте после передачи Хосе Сосы в матче 14-й недели против «Кайсериспора», который закончился со счётом 2:1 в пользу стамбульской команды. 10 декабря 2015 года Гомес забил единственный гол «Бешикташа» против «Спортинга» в матче 6-го тура группового этапа Лиги Европы, который закончился со счётом 3:1 в пользу португальской команды на стадионе «Жозе Алваладе». 14 декабря 2015 года забил первый гол «Бешикташа» ударом головой в дерби против «Галатасарая» (2:1). 21 декабря 2015 года на 16-й неделе Гомес открыл счёт голам в матче с «Османлыспором», который закончился со счётом 3:2. 28 декабря 2015 года Марио забил второй гол в матче 17-й недели против «Коньяспора» (4:0). Будучи лучшим бомбардиром с 13 голами наряду с Самуэлем Это’о, немец завершил первую половину сезона с самой высокой точностью, нанеся 29 ударов по воротам. Он также забил 2 гола в Лиге Европы УЕФА до конца 2015 года.
7 февраля 2016 года в матче 20-го тура Суперлиги против «Газиантепспора» нападающий забил дважды на 61-й и 70-й минутах, а «Бешикташ» одержал комфортную победу со счётом 4:0. 26 февраля 2016 года в матче 22-го тура Гомес забил единственный гол на 64-й минуте против «Генчлербирлиги» и обеспечил победу со счётом 1:0. 7 марта 2016 года немец дважды забил в матче 24-й недели против «Эскишехирспора» (3:1). В результате его гола он достиг отметки в 19 мячей в Суперлиге и, таким образом, сравнялся с Паскалем Нумой и Демба Ба в рекорде «самый забивной иностранный игрок в одном сезоне Суперлиги». 14 марта 2016 года «Бешикташ» и «Трабзонспор» встретились друг с другом в перенесённом матче 19-го тура, в котором Гомес забил первый гол в матче на 76-й минуте, и в итоге матч закончился со счётом 2:0 в пользу «чёрных орлов». 11 апреля 2016 года Гомес забил первый гол на недавно построенном «Водафон Парк», на 22-й минуте матча 28-й недели против «Бурсаспора», который закончился со счётом 3:2, а также первую победу принимающей стороны «Бешикташа» на этом стадионе. Это был его 21-й гол в сезоне 2015/16. В мае 2016 года Гомес продолжил забивать голы. 8 мая 2016 года на 32-й неделе он забил ещё один гол в стамбульском дерби против «Галатасарая» на 76-й минуте, который установил окончательный счёт 1:0 в пользу «Бешикташа». 15 мая 2016 года на 33-й неделе матча, забив в пятой подряд игре Суперлиги, немец нанёс ещё один удар и сделал свой последний гол Суперлиги в сезоне против «Османлыспора» на 48-й минуте, последний из трёх голов, забитых «Бешикташем» со счётом 3:1. Таким образом, забив 28-й гол во всех соревнованиях, Гомес стал «самым забивным иностранным игроком во всех соревнованиях в одном сезоне», побив предыдущий рекорд Демба Ба, забившего 27 голов в сезоне 2014/15. В сезоне 2015/16 Суперлиги нападающий забил в общей сложности 26 голов и стал лучшим бомбардиром, опередив Самуэля Это’о и Уго Родаллегу. Он завершил сезон с 28 голами в 41 матче, сыгранном во всех соревнованиях. 20 июля 2016 года Гомес объявил в своём прощальном сообщении на своей странице в Facebook, что он не будет продолжать играть в Турции после лично описанного «трудного решения» на политической основе, которое было воспринято как ссылка на попытку государственного переворота в стране в 2016 году.
В 2016 году в интервью немецкой газете «Die Welt» Гомес выразил удовлетворение своей работой в «Бешикташе», заявив следующее: «Бешикташ» был для меня чистой мечтой. Это было замечательно. Я провёл там последовательный сезон. Это был мой самый большой успех после титула Лиги чемпионов 2013 года".

### «Вольфсбург»
17 августа 2016 года Марио вернулся в Германию, став футболистом «Вольфсбурга». Несмотря на крепкий состав «волки» весь сезон боролся за право сохранения места в Бундеслиги. Голы Гомеса (он забил половину из голов команды в чемпионате и вошёл в пятёрку лучших его бомбардиров) помогли клубу попасть в стыковые матчи, где он дважды обыграл «Айнтрахт» из Брауншвейга с одинаковым счётом 1:0. В одной из матчей победный гол также оказался на счёту Гомеса. Следующий сезон Гомес также начал в составе «Вольфсбурга», однако его результативность резко снизилась: за весь первый круг чемпионата Германии он сумел отличиться лишь один раз.
22 декабря стало известно, что Марио Гомес продолжит карьеру в родном для себя «Штутгарте», с которым подписал контракт на два с половиной года. За второй круг чемпионата Марио сумел отличиться восемь раз и помог клубу (только вернувшемуся в Бундеслигу) занять седьмое место. 28 июня 2020 года официальный сайт «Штутгарта» сообщил, что Марио Гомес завершает карьеру игрока, после того как помог родному клубу в сезоне 2019/20 завоевать повышение в классе и выйти в Бундеслигу.

## Карьера в сборной

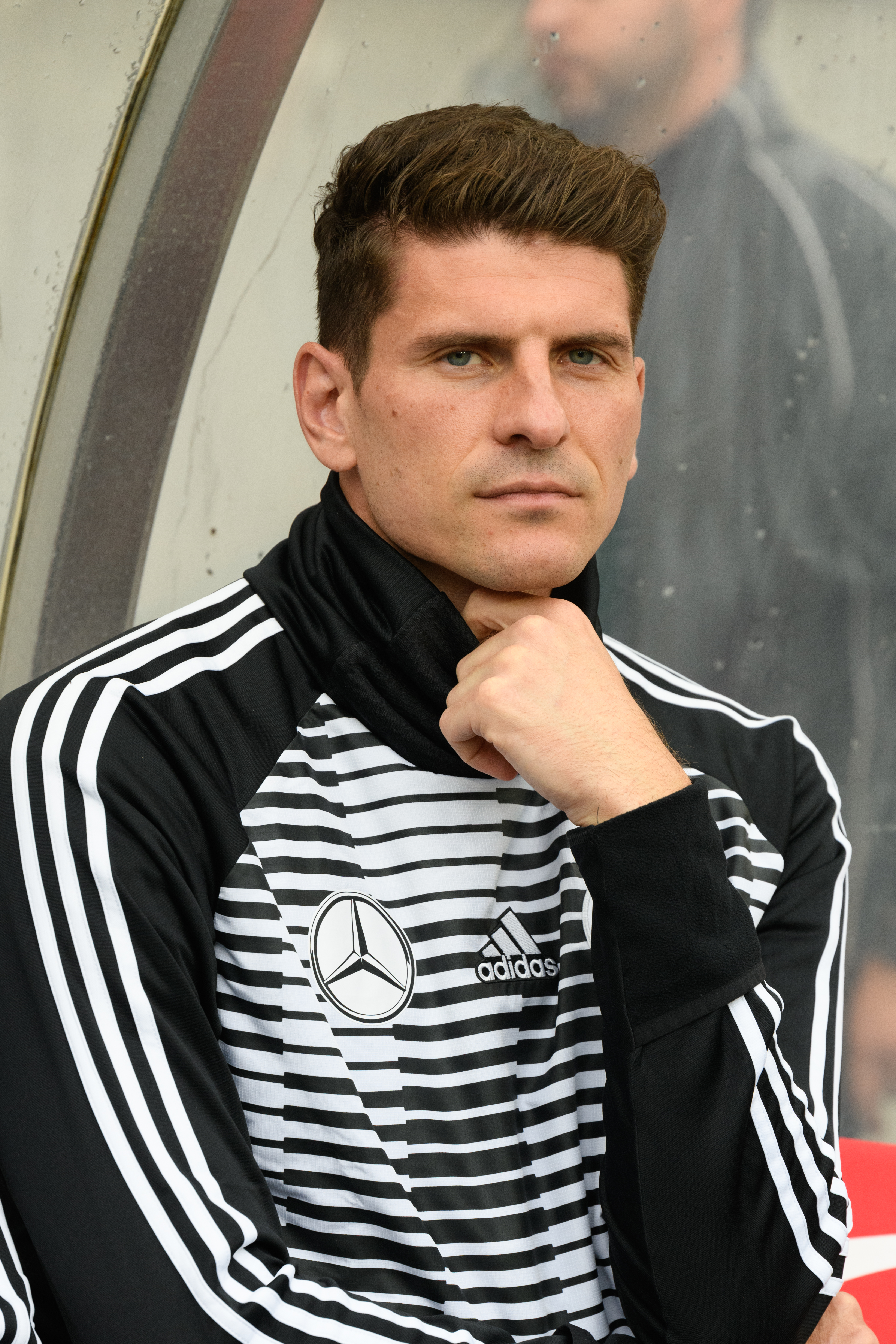
Гомес в составе сборной Германии в 2018 году

Гомес начинал играть в сборной Германии до 15 лет и впоследствии защищал цвета абсолютно всех сборных. В команде до 17 лет он провёл 14 матчей и забил 5 голов. С 2002 по 2004 год защищал цвета сборной до 19 лет, за которую забил 11 голов. До своего дебюта в основной команде Гомес успел провести на международной арене 56 матчей и забить 22 гола.
7 февраля 2007 года Марио дебютировал в основной сборной Германии в товарищеском поединке против Швейцарии (3:1). В этом же матче он забил свой первый гол. Марио получал предложения выступать за испанскую сборную, однако сделал выбор в пользу страны, в которой родился. В 2008 году он отправился на чемпионат Европы, где сыграл в трёх матчах, но забитыми голами не отметился. В июне 2009 года Гомес оформил покер в поединке против сборной ОАЭ (7:2), один из которых был признан ФИФА лучшим голом месяца. Карьера Гомеса в сборной Германии складывалась неоднозначно. Он мог не забивать годами, а также отмечался сенсационными промахами. В итоге на чемпионате мира 2010 года он выходил лишь на замены и вновь не забил.
По ходу отборочного турнира к Евро 2012 Гомес конкурировал со своим одноклубником Мирославом Клозе и на момент начала чемпионата сумел стать основным форвардом сборной. На групповом этапе турнира Марио забил единственный и победный гол в ворота сборной Португалии (1:0), а также отметился дублем в ворота сборной Нидерландов (и был признан лучшим игроком матча). Эти голы помогли немцам выйти в плей-офф турнира, однако больше отличиться Гомесу не удалось. В полуфинале немцы неожиданно проиграли сборной Италии, а Марио стал одним из лучших бомбардиров турнира.
Явный спад в игре, а также частые травмы помешали Гомесу принять участие в победном для сборной Германии чемпионате мира, однако яркий сезон в «Бешикташе» позволил нападающему вернуться в состав национальной команды. Являясь игроком подмены принял участие на чемпионате Европы 2016, где забил победный гол в ворота Северной Ирландии, а также поразил ворота словаков в матче 1/8 финала.
Последним для Гомеса турниром в составе национальной сборной стал провальный для немцев чемпионат мира в России. После его окончания Марио принял решение завершить выступления за сборную. Всего в её составе он провёл 78 матчей и забил 31 гол.

## Достижения

### Командные
«Штутгарт»
- Чемпион Германии: 2006/07

«Бавария»
- Чемпион Германии (2): 2009/10, 2012/13
- Обладатель Кубка Германии (2): 2009/10, 2012/13
- Победитель Лиги чемпионов УЕФА: 2012/13
- Финалист Лиги чемпионов УЕФА: (2): 2009/10, 2011/12

«Бешикташ»
- Чемпион Турции: 2015/16

### Личные
- Футболист года в Германии: 2007
- Серебряный лавровый лист: 2010
- Лучший бомбардир чемпионата Европы: 2012
- Лучший бомбардир чемпионата Германии: 2010/11
- Лучший бомбардир Кубка Германии (2): 2007/08, 2012/13
- Лучший бомбардир Кубка Италии: 2014/15
- Лучший бомбардир чемпионата Турции: 2015/16

## Статистика выступлений
| Клуб                    | Сезон               | Лига | Лига | Кубки | Кубки | Еврокубки | Еврокубки | Прочие | Прочие | Итого | Итого |
| Клуб                    | Сезон               | Игры | Голы | Игры  | Голы  | Игры      | Голы      | Игры   | Голы   | Игры  | Голы  |
| ----------------------- | ------------------- | ---- | ---- | ----- | ----- | --------- | --------- | ------ | ------ | ----- | ----- |
| Штутгарт                | 2003/04             | 1    | 0    | 0     | 0     | 1         | 0         | 0      | 0      | 2     | 0     |
| Штутгарт                | 2004/05             | 8    | 0    | 1     | 0     | 1         | 0         | 0      | 0      | 10    | 0     |
| Штутгарт                | 2005/06             | 30   | 6    | 3     | 0     | 5         | 2         | 0      | 0      | 38    | 8     |
| Штутгарт                | 2006/07             | 25   | 14   | 5     | 2     | 0         | 0         | 0      | 0      | 30    | 16    |
| Штутгарт                | 2007/08             | 25   | 19   | 3     | 6     | 4         | 3         | 0      | 0      | 32    | 28    |
| Штутгарт                | 2008/09             | 32   | 24   | 2     | 3     | 10        | 8         | 0      | 0      | 44    | 35    |
| Штутгарт                | Итого               | 121  | 63   | 14    | 11    | 21        | 13        | 0      | 0      | 156   | 87    |
| Штутгарт II (фарм-клуб) | 2003/04             | 19   | 6    | -     | -     | -         | -         | 0      | 0      | 19    | 6     |
| Штутгарт II (фарм-клуб) | 2004/05             | 24   | 15   | -     | -     | -         | -         | 0      | 0      | 24    | 15    |
| Штутгарт II (фарм-клуб) | Итого               | 43   | 21   | 0     | 0     | 0         | 0         | 0      | 0      | 43    | 21    |
| Бавария                 | 2009/10             | 29   | 10   | 4     | 3     | 12        | 1         | 0      | 0      | 45    | 14    |
| Бавария                 | 2010/11             | 32   | 28   | 5     | 3     | 8         | 8         | 0      | 0      | 45    | 39    |
| Бавария                 | 2011/12             | 33   | 26   | 5     | 2     | 14        | 13        | 0      | 0      | 52    | 41    |
| Бавария                 | 2012/13             | 21   | 11   | 4     | 6     | 7         | 2         | 0      | 0      | 32    | 19    |
| Бавария                 | Итого               | 115  | 75   | 18    | 14    | 41        | 24        | 0      | 0      | 174   | 113   |
| Фиорентина              | 2013/14             | 9    | 3    | 0     | 0     | 6         | 1         | 0      | 0      | 15    | 4     |
| Фиорентина              | 2014/15             | 20   | 4    | 4     | 4     | 8         | 2         | 0      | 0      | 32    | 10    |
| Фиорентина              | Итого               | 29   | 7    | 4     | 4     | 14        | 3         | 0      | 0      | 47    | 14    |
| Бешикташ (аренда)       | 2015/16             | 33   | 26   | 3     | 0     | 5         | 2         | 0      | 0      | 41    | 28    |
| Бешикташ (аренда)       | Итого               | 33   | 26   | 3     | 0     | 5         | 2         | 0      | 0      | 41    | 28    |
| Вольфсбург              | 2016/17             | 33   | 16   | 2     | 1     | 0         | 0         | 2      | 1      | 37    | 18    |
| Вольфсбург              | 2017/18             | 12   | 1    | 3     | 0     | 0         | 0         | 0      | 0      | 15    | 1     |
| Вольфсбург              | Итого               | 45   | 17   | 5     | 1     | 0         | 0         | 2      | 1      | 52    | 19    |
| Штутгарт                | 2017/18             | 16   | 8    | 0     | 0     | 0         | 0         | 0      | 0      | 16    | 8     |
| Штутгарт                | 2018/19             | 31   | 7    | 1     | 0     | 0         | 0         | 2      | 1      | 34    | 8     |
| Штутгарт                | 2019/20             | 23   | 7    | 1     | 0     | 0         | 0         | 0      | 0      | 24    | 7     |
| Штутгарт                | Итого               | 70   | 22   | 2     | 0     | 0         | 0         | 2      | 1      | 74    | 23    |
| Всего за «Штутгарт»     | Всего за «Штутгарт» | 191  | 85   | 16    | 11    | 21        | 13        | 2      | 1      | 230   | 110   |
| Всего за карьеру        | Всего за карьеру    | 456  | 231  | 46    | 30    | 81        | 42        | 4      | 2      | 587   | 305   |

## Личные взгляды
В интервью немецкому журналу, данному в ноябре 2010 года, Марио Гомес призвал футболистов-геев не скрывать свою сексуальную ориентацию, так как «эта тема уже не является табу» в Германии.